# Ptochomyia afra
Ptochomyia afra är en tvåvingeart som beskrevs av Filippo Silvestri 1920. Ptochomyia afra ingår i släktet Ptochomyia och familjen puckelflugor. Inga underarter finns listade i Catalogue of Life.